# Fumio Tamura
Fumio Tamura (jap. 田村 文生, Tamura Fumio; * 1968 in der Präfektur Tokio) ist ein japanischer Komponist.

## Karriere
Er studierte Komposition an der Tokyo National University of Fine Arts and Music bei Jo Kondo sowie an der Guildhall School of Music and Drama in London bei Robert Saxton. In London konnte er aufgrund eines Stipendiums des Auslandsstudien Programms der japanischen Regierung von 1995 bis 1997 studieren.
Seine Werke wurden auf diversen Musik-Festivals aufgeführt, wie z. B. The Spitalfields Music Festival, The Asian Music festival, The All Japan Band Festival, 2002 ACL Asian Composers League, in Seoul und The Tokyo-no-Natsu Music Festival. In letzterem Festival wurden seine Werke dargeboten von dem Moscow Contemporary Music Ensemble. Seine Kompositionen erhielten internationale Auszeichnungen, so z. B. The Valentio Bucchi International Composition Competition Prize in Rom, den JACA Award for Theater Arts und den National Theatre Award. Ferner bekam er eine lobende Erwähnung beim Genesis Preis für Oper im Jahr 2002. 
Derzeit wirkt er als Lektor an der Universität Kōbe, wo er für die Bereiche Opernkomposition, moderne und zeitgenössische Musik in Großbritannien zuständig ist, sowie als Dozent an der Tōhō-Gakuen-Universität.

## Werke

### Werke für Orchester
- 1992 Coppice in Musashino
- 1992 Song of Love from "Hamlet" für Sopran, Alt, gemischten Chor und Orchester
- 2001 Serenade no. 4 for orchestra

### Werke für Blasorchester
- 1993 Kyo-oh fujin (Pflichtstück bei All Japan Band Competition 1994)
- 1995 Pretty Woman
- 1996 Birth für 16 Hörner
- 1998 Cantabile für 8 Trompeten (auch 2 Flügelhörner)
- 1999 A little　Alpine girl
- 2000 Charlotte-something grotesque
- 2001 Snow White
- 2003 Bloody Mary
- 2004 Die schöne Müllerin
- 2005 Lady Mallow

### Kammermusik
- 1992 C.F. (commercial film) für Klarinette, Trompete, Violoncello und Percussion
- 1992 L.R. (Left and Right) für Oboe, Klarinette, Fagott, Horn, Violine, Viola, Violoncello und Kontrabass
- 1992 The house with an Attic für Violine, Klarinette, Fagott, Kontrabass und Harfe
- 1992 Three Sisters für Violine, Violoncello und Klavier
- 1993 Air in a Coppice für Klarinette und Klavier
- 1994 Kobutori from Otogi-zoshi für Klarinette und Sängerin
- 1994 Liederkreis für Klarinette und Tonband oder 23 Klarinetten
- 1994 That victory of theirs illuminated the road I must walk tomorrow für Flöte (auch Picollo), Oboe, Klarinette, Fagott, Horn, Trompete, Posaune, Percussion, Klavier, Harfe, zwei Violinen, Viola, Violoncello und Kontrabass
- 1995 Idle in the afternoon für Flöte, Oboe, Klarinette, Horn und Fagott
- 1995 Monodrama für Bariton-Saxophon und Klavier
- 1995 Lakeside Silence für 2 Klarinetten, Bassetthorn und Bass-Klarinette
- 1995 The Autumnal Equinox für Flöte, Oboe, Klarinette, Fagott, Horn, 2 Violinen, Viola, Violoncello und Kontrabass
- 1996 Ceremonials
  1. Echoes in the Shade für Violine
  2. An Incarcerated Clairvoyant für Viola
  3. Beauteous Prayer für Violine
- 1996 Fugol für Tenor-Saxophon und Klavier
- 1996 Gda für 2 Violinen, Viola und Violoncello
- 1996 Gradients für Klavier und Percussion
- 1997 Groskammersymphonie für Flöte, Oboe, Klarinette, Fagott, Horn, Violine, Viola und Violoncello
- 1997 The Vernal Equinox für Klarinette und Strreich-Quintett
- 1997 Serenade für Bassflöte, Kontrafagott, Viola, Violoncello, Kontrabass, Klavier und Percussion
- 1998 Serenade für Fagott und Kontrabass
- 1998 Harmonicanomy für Harmonica
- 1998 The serene was interrupted für 2 Flöten, 2 Oboen, 2 Klarinetten, 2 Fagotte und 2 Hörner
- 1999 Melody für Violoncello und Klavier
- 1999 Personata für Alt-Saxophon und Klavier
- 1999 Serenade für Englischhorn und Kontrabass
- 2001 Colours of the Town für Kammer-Ensemble
- 2001 Wintertide für Saxophon-Ensemble
- 2004 Duo for trombone Solo
- 2004 Intonation für Fagott und Percussion

### Bühnenwerke
- 2000 Mono-Opera Oper für Sängerinnen und Sänger sowie Violine
- 2005 Acorus calamus
- Cherry Station Kammeroper

### Klaviermusik
- 1994 Hekigan-Takuhatsu
- 1997 Gradients für zwei Klaviere
- 1998 Wave to Way

### Werke für Gitarre
- 1994 Christ lag in Todesbanden

### Werke für Percussion-Ensemble
- 1995 Point Point Point für 3 kleine Trommeln
- 1998 Shadows für Percussion

### Werke für traditionelle japanische Instrumente
- 1999 Chorós für Shinobue, Hichiriki, Shakuhachi and four 20-string Koto
- 2001 On the Swanlakeside für Flöte, Shamisen, Violoncello und Klavier